# Сельхозтехника (Воронежская область)
Сельхозте́хника — посёлок в Острогожском районе Воронежской области.
Входит в состав Гниловского сельского поселения.

## Население
| 2000 | 2005 | 2010 |
| ---- | ---- | ---- |
| 432  | ↘420 | ↘375 |

## Улицы
| - ул. Дружбы, - ул. Железнодорожная, - ул. Механизаторов, | - ул. Мира, - ул. Советская, - ул. Трудовая. |